# Aphrophora bipartita
Aphrophora bipartita är en insektsart som beskrevs av Jacobi 1944. Aphrophora bipartita ingår i släktet Aphrophora och familjen spottstritar. Inga underarter finns listade i Catalogue of Life.